# Sophie de Poméranie-Słupsk
Sophie de Poméranie-Słupsk (née vers 1435 – morte le 24 août 1497), est un membre de la maison de Poméranie qui fut duchesse de Poméranie de son droit et comme épouse d'Éric II de Poméranie.

## Origine
Sophie est la dernière enfant survivante de Bogusław IX de Poméranie et de Marie de Mazovie (en). En 1446, son père meurt et il a comme successeur dans ses domaines poméraniens son cousin Éric de Poméranie, l'ex roi de Danemark, Norvège et de Suède. Sophie devient l'héritière présomptive de la fortune personnelle d'Éric de Poméranie lui-même sans enfant.

## Mariage
Vers le 11 novembre 1451, Sophie épouse Éric de Pomerania-Wolgast, qui hérite ainsi de l'expectative des domaines de son homonyme Éric de Poméranie soit Stargard et Słupsk (allemand: Stolp), pendant que Sophie reste l'héritière personnelle de l'ex roi de l'union de Kalmar. À la mort de ce dernier en 1459, l'époux de Sophie réunit l'ensemble du duché de Poméranie dont du droit de son épouse: Stolp et Darłowo (en allemand Rügenwalde),  Sophie demeure néanmoins la seule détentrice de la vaste fortune accumulée par Éric de Poméranie dans ses royaumes scandinaves ou acquise par son activité postérieure de piraterie menée à partir de son fief de Gotland.   
Éric II de Poméranie refuse de laisser son épouse exercer le moindre pouvoir politique sur les domaines qu'il a acquis du fait de son union avec elle et dont elle porte le titre ce qui entraîne la séparation du couple. Sophie s'établit au château de Rügenwalde avec ses enfants et son amant Hans de Maszerski. En 1470, elle refuse ensuite de financer la guerre de son mari avec le Brandebourg. Elle devient veuve en 1474 et meurt en 1497 dans son domaine de Stolp.

## Légende noire
Selon une légende noire, par haine de son défunt époux, elle aurait après sa mort empoisonné ses trois fils cadets Casimir, Barnim et Wratislaw, mais lorsqu'elle aurait tenté d'en faire de même avec son fils ainé Bogusław, ce dernier alerté par son bouffon donne le pain empoisonné  qui lui est destiné à un chien qui en meurt, à la suite de cette tentative de meurtre Sophie se serait alors enfuie à Gdańsk en allemand Dantzig.

## Postérité
1. Bogislaw X (1454–1523)
2. Casimir (VII) (né vers 1455 – † entre le 8 et le 15 septembre 1474)
3. Warcisław (né après 1465 – † 1475)
4. Barnim (né après 1465 – † 1474)
5. Elisabeth († 1516), nonne, prieure de Verchen
6. Sophie de Poméranie (1460–1504), ∞ Duc Magnus II de Mecklembourg
7. Marguerite († 1526), ∞ Duc Balthazar de Mecklembourg , administrateur apostolique des évêchés de Hildesheim et Schwerin
8. Catherine de Poméranie (ca. 1465–1526), ∞ le Duc Henri Ier de Brunswick-Wolfenbüttel
9. Marie († 1512), nonne, abbesse à Köslin en 1481 puis à Wolin en 1490.